# BTR-D
BTR-D (ros. БТР-Д, Бронетранспортёр десантный) – radziecki transporter opancerzony przeznaczony dla wojsk powietrznodesantowych.

## Historia
W 1969 roku do uzbrojenia radzieckich wojsk powietrznodesantowych wprowadzono bojowy wóz piechoty BMD-1. Największą wadą tego wozu był mały przedział desantowy mieszczący zaledwie trzech żołnierzy. Dlatego na początku lat 70. w biurze konstrukcyjnym Wołgogradzkiej Fabryki Traktorów rozpoczęto prace nad transporterem opancerzonym opartym na konstrukcji BMD-1. Nowy pojazd pozbawiono wieży z uzbrojeniem i wyposażono w wydłużony kadłub z sześcioma parami kół jezdnych. Z BMD-1 wykorzystano niezmieniony przedział napędowy, silnik i układ przeniesienia mocy. 
Produkcję BTR-D rozpoczęto w 1979 roku i wkrótce podwozie tego pojazdu stało się podstawą do opracowania kilku innych pojazdów desantu:
- BREM-D – wóz zabezpieczenia technicznego dla oddziałów powietrznodesantowych wyposażony w składany dźwig i zestaw narzędzi umożliwiający polowe naprawy wozów BTR-D/BMD (produkowany od 1984 roku)
- wersja nosiciela systemu 478 Malachit którego głównym elementem jest bezzałogowy samolot "Pszczoła" (wyprodukowany w krótkiej serii).
- BTR-RD Robot – niszczyciel czołgów z dwoma wyrzutniami ppk 9M111 Fagot lub 9M113 Konkurs
- 1V118 Reostat/1V119 Spektr – wóz dowodzenia artylerią
- 2S9 Nona – 120 mm moździerz samobieżny
- BMD-KSzM – wóz dowodzenia szczebla pułk/dywizja
- BTR-ZD, BTR-3D – samobieżne działa przeciwlotnicze wyposażone w działa ZU-23-2

## Opis konstrukcji
BTR-D jest pływającym opancerzonym, gąsienicowym wozem bojowym, przystosowanym do transportu drogą lotniczą i desantowania przez zrzut.
Załogę BTR-D tworzy dowódca, kierowca, strzelec kursowego PKT i dziesięciu żołnierzy desantu. Kierowca, dowódca i strzelec kursowego karabinu maszynowego zajmują miejsce w przedniej części pojazdu, a żołnierze desantu w przedziale transportowym, w środkowej części pojazdu. Oba te przedziały są ze sobą połączone. Przedział napędowy znajduje się w tylnej części pojazdu. Opancerzenie kadłuba i wieży chroni przed ostrzałem broni strzeleckiej i odłamkami pocisków artyleryjskich.
W przedziale kierowania stanowiska mają kierowca i dowódca i strzelec kursowego PKT. Kierowca obserwuje teren przed wozem za pomocą trzech peryskopów. Środkowy peryskop może być zamieniony na peryskop podnoszony zapewniający obserwację przy podniesionym falochronie, lub peryskop nocny.
Dowódca siedzi po lewej stronie kierowcy i obserwuje teren przed pojazdem przy pomocy peryskopu obrotowego. Do zadań dowódcy należy obsługa lewego, kursowego PKT, a także radiostacji R-123M.
Po prawej stronie kierowcy stanowisko ma strzelec drugiego kursowego karabinu maszynowego.
BTR-D jest przystosowany do transportu drogą powietrzną (samolotami An-12, An-22, Ił-76, An-124 i śmigłowcami Mi-6, Mi-26). BTR-D może być zrzucany na spadochronie (załoga desantuje się osobno). Zrzut może być wykonywany z małej wysokości przy pomocy specjalnego spadochronu wyciągającego platformę z BTR-D z samolotu, albo z dużej wysokości na platformie desantowej wyposażonej w system spadochronów, oraz system silników rakietowych zmniejszających końcową prędkość opadania. Po wylądowaniu załogi wozów odszukują pojazd wykorzystując kodowany sygnał nadawany przez pojazd (inny dla każdego wozu).

### Napęd
W przedziale napędowym umieszczony jest silnik i układ przeniesienia mocy. Napęd BTR-D stanowi 6-cylindrowy, czterosuwowy, wysokoprężny, chłodzony cieczą silnik 5D20. Jest on zbudowany w układzie V i ma pojemność 15 900 cm³. Moc przy 2600 obr./min wynosi 240 KM. 
Napęd z silnika jest przekazywany na znajdujące się w tylnej części pojazdu koła napędowe. Z przodu pojazdu znajdują się koła napinające. Moc z silnika na koła napędowe jest przenoszona przy pomocy sterowanego mechanicznie i hydraulicznie mechanicznego układu przeniesienia mocy. Mechanizm przenoszenia mocy umożliwia ruch wozu do tyłu, hamowanie oraz skręcanie. 
BTR-D posiada zawieszenie niezależne hydropneumatyczne. Każde z 12 kół jezdnych jest połączone za pomocą wahacza z amortyzatorem hydropneumatycznym. Dzięki zastosowaniu zawieszenia hydropneumatycznego prześwit może być zmieniany w zakresie 100–450 mm. Pojazd posiada dwie gąsienice o szerokości 250 mm.
Napęd w wodzie zapewniają dwa pędniki wodne.